# John William Dunne

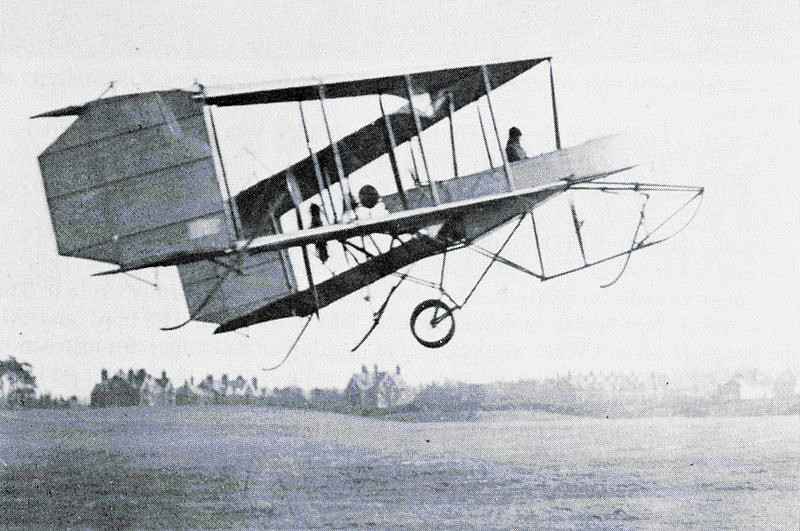
Dunne D8

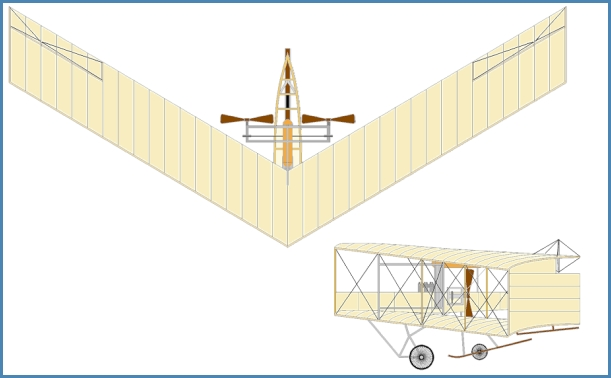
Dunne D5

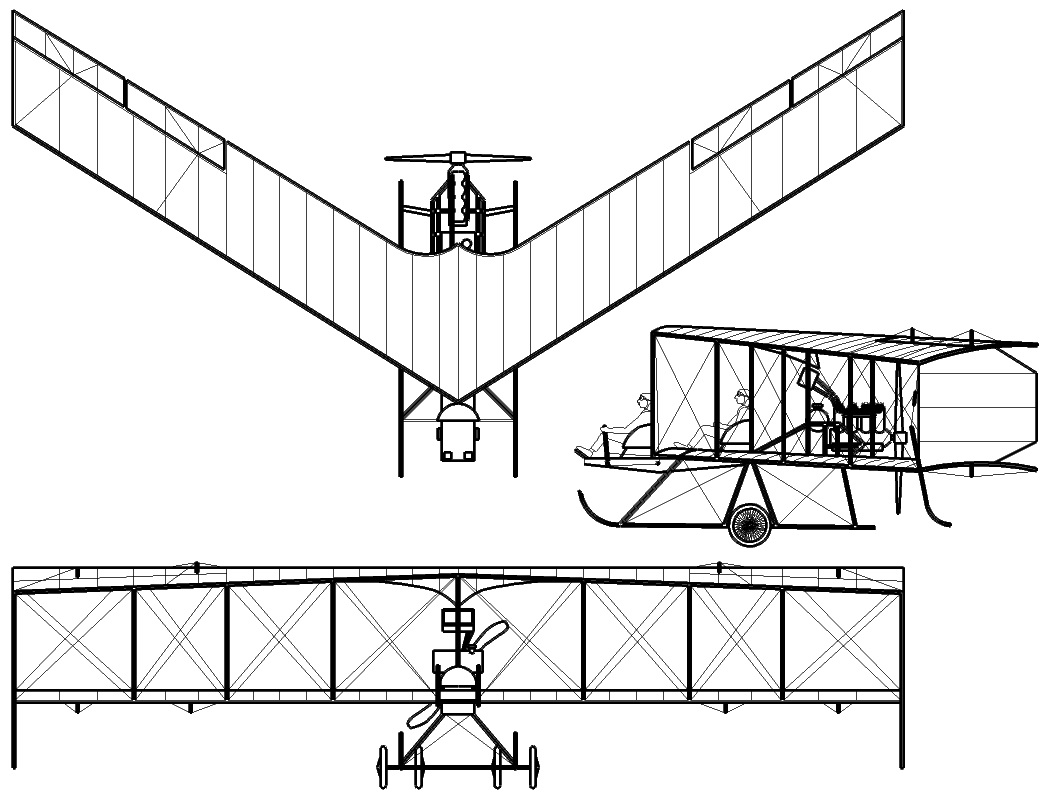
Typische Auslegung der Dunne Flugzeuge

John William Dunne (* 2. Dezember 1875 im County Kildare; † 24. August 1949 in Oxfordshire) war ein irischer Erfinder, Luftfahrtingenieur, Flugzeugpionier und Philosoph. Er diente in der britischen Armee. Dunne war der Erste, der Nurflügelflugzeuge in Pfeilform baute.

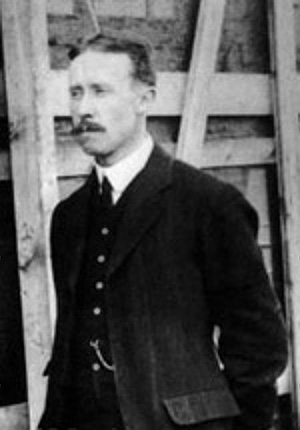
John William Dunne

## Leben
John W. Dunne wurde als Sohn des britischen Armeeoffiziers John Hart Dunne in Irland geboren und verbrachte den größten Teil seines Lebens in England. Als junger Mann kämpfte Dunne im Zweiten Burenkrieg, bevor er sich der Entwicklung von Flugzeugen zuwandte. Dunne war als einfacher Soldat in Südafrika stationiert, bis er von da aus gesundheitlichen Gründen abgezogen wurde. 

### Luftfahrt
Während seiner Krankheit begann Dunne sich systematisch mit den Problemen der Fliegerei zu befassen. Zu diesem Zweck baute er Modelle und erforschte damit das Flugverhalten von stark gepfeilten Tragflächen, die später sein Markenzeichen werden sollten.
Auf Empfehlung Colonels John Capper wurde er der neu in Farnborough gegründete Army Balloon Factory zugeteilt und unter strenger Geheimhaltung wurde dort ein Gleiter gebaut, der im Juli 1907 in den schottischen Highlands seinen ersten Testflug hatte. Es folgten zwei weitere Gleiter und danach die noch stark untermotorisierte Dunne D4. Die Unterstützung durch das Militär wurde daraufhin zurückgezogen und Dunne verließ 1909 die Ballonfabrik, wurde aber Mitglied der Royal Aeronautical Society.
Mit finanzieller Unterstützung von Freunden gründete er das Blair Atholl Aeroplane Syndicate, eine kleine Firma, die ihm den Bau des nächsten Musters ermöglichen sollte. Die Dunne D5 hatte mit 35 PS einen stärkeren Motor als ihre Vorgänger und wurde erfolgreich geflogen. Am 20. Dezember demonstrierte er die erstaunliche Flugstabilität der Maschine vor großem Publikum, unter dem sich auch Orville Wright befand. Mit losgelassenem Steuer und mit beiden Händen winkendem Piloten wurde die Maschine vorgeflogen.
Dunnes nächster Entwurf war ein Eindecker (D6) mit nach unten hängenden Flügelspitzen, der aber nie flog. Es folgte die Dunne D7, eine Weiterentwicklung der D5, die sich als ein sehr erfolgreiches Modell herausstellte und die von 1911 bis 1913 flog. Es entstanden mehrere Exemplare dieser Konstruktionsvariante.
Parallel wurde die Dunne D8 entwickelt. Eine davon wurde 1913 über den Ärmelkanal nach Frankreich geflogen, wo Nieuport die Maschine unter Lizenz fertigen wollte. Auch die Yachtwerft Burgess erwarb Lizenzrechte und baute unter dem Namen Burgess-Dunne vornehmlich Schwimmerflugzeuge und Flugboote. 
Zwischen 1913 und 1914 verschlechterte sich Dunnes Gesundheitszustand weiter und er zog sich aus der Luftfahrtbranche zurück. Für die militärische Anwendung erwiesen sich Dunnes Konstruktionen als zu flugstabil, es waren damals wendigere Konstruktionen gefragt.
Nach dem Ersten Weltkrieg erwachte das Interesse an Nurflügelflugzeugen wieder und es entstanden zahlreiche Konstruktionen in Frankreich, Deutschland, England, den USA und in der Sowjetunion.

## Veröffentlichungen
- An Experiment with Time. London 1927; Neuausgabe ebenda 1958.